# GZA
GZA nebo také The Genius, rodným jménem Gary Grice (* 22. srpna 1966) je americký rapper. V roce 1992 založil skupinu Wu-Tang Clan, ve které působili i jeho bratranci RZA a Ol' Dirty Bastard. Ještě před vznikem kapely, v roce 1991, vydal své první sólové album nazvané Words from the Genius. Později následovalo několik dalších alb. V roce 2003 hrál společně s RZA ve filmu Kafe a cigára režiséra Jima Jarmusche. O dva roky později vydal společné albums DJ Muggsem nazvané Grandmasters.

## Sólová diskografie
- Words from the Genius (1991)
- Liquid Swords (1995)
- Beneath the Surface (1999)
- Legend of the Liquid Sword (2002)
- Pro Tools (2008)
- Dark Matter (2015)